# Nyakibere
Nyakibere är ett vattendrag i Burundi.   Det ligger i provinsen Gitega, i den centrala delen av landet, 80 km öster om huvudstaden Bujumbura.
Omgivningarna runt Nyakibere är en mosaik av jordbruksmark och naturlig växtlighet. Runt Nyakibere är det ganska tätbefolkat, med 185 invånare per kvadratkilometer.